# ATP World Tour Finals 2013 - Singolare
Il singolare  dell'ATP World Tour Finals 2013 è stato un torneo di tennis facente parte dell'ATP World Tour 2013.
Novak Đoković, il detentore del titolo, si è riconfermato campione battendo in finale Rafael Nadal, con il punteggio di 6-3, 6-4.

## Teste di serie
1. Rafael Nadal (finale)
2. Novak Đoković (campione)
3. David Ferrer (round robin)
4. Juan Martín del Potro (round robin)

1. Tomáš Berdych (round robin)
2. Roger Federer (semifinale)
3. Stan Wawrinka (semifinale)
4. Richard Gasquet (round robin)

## Tabellone

### Legenda
| - Q = Qualificato - WC = Wild card - LL = Lucky loser | - ALT = Alternate - SE = Special Exempt - PR = Protected Ranking | - w/o = Walkover - r = Ritirato - d = Squalificato |

### Fase Finale
|  | Semifinali | Semifinali    | Semifinali    | Semifinali | Semifinali |  |  | Finale | Finale        | Finale        | Finale | Finale |  |
|  |            |               |               |            |            |  |  |        |               |               |        |        |  |
|  | 1          | Rafael Nadal  | Rafael Nadal  | 7          | 6          |  |  |        |               |               |        |        |  |
|  | 6          | Roger Federer | Roger Federer | 5          | 3          |  |  | 1      | Rafael Nadal  | Rafael Nadal  | 3      | 4      |  |
|  | 2          | Novak Đoković | Novak Đoković | 6          | 6          |  |  | 2      | Novak Đoković | Novak Đoković | 6      | 6      |  |
|  | 7          | Stan Wawrinka | Stan Wawrinka | 3          | 3          |  |  |        |               |               |        |        |  |

### Gruppo A
|   |               | Nadal          | Ferrer           | Berdych          | Wawrinka         | RR V-P | Set V-P | Game V-P | Classifica |
| 1 | Rafael Nadal  |                | 6-3, 6-2         | 6-4, 1-6, 6-3    | 7–6(5), 7–6(6)   | 3-0    | 6-1     | 39-30    | 1          |
| 3 | David Ferrer  | 3-6, 2-6       |                  | 4-6, 4-6         | 7–6(3), 4-6, 1-6 | 0-3    | 1-6     | 25-42    | 4          |
| 5 | Tomáš Berdych | 4-6, 6-1, 3-6  | 6-4, 6-4         |                  | 3-6, 7-6(0), 3-6 | 1-2    | 4-4     | 38-39    | 3          |
| 7 | Stan Wawrinka | 6(5)–7, 6(6)–7 | 6(3)–7, 6-4, 6-1 | 6-3, 6(0)-7, 6-3 |                  | 2-1    | 4-4     | 48-39    | 2          |

La classifica viene stilata in base ai seguenti criteri: 1) Numero di vittorie; 2) Numero di partite giocate; 3) Scontri diretti (in caso di due giocatori pari merito); 4) Percentuale di set vinti o di games vinti (in caso di tre giocatori pari merito); 5) Decisione della commissione.

### Gruppo B
|   |                       | Đoković          | Del Potro        | Federer          | Gasquet          | RR V-P | Set V-P | Game V-P | Classifica |
| 2 | Novak Đoković         |                  | 6-3, 3-6, 6-3    | 6–4, 6(2)–7, 6–2 | 7–6(5), 4-6, 6-3 | 3–0    | 6–3     | 50–40    | 1          |
| 4 | Juan Martín del Potro | 3-6, 6-3, 3-6    |                  | 6-4, 6(2)–7, 5-7 | 6(4)–7, 6–3, 7–5 | 1–2    | 4–5     | 48–48    | 3          |
| 6 | Roger Federer         | 4–6, 7–6(2), 2–6 | 4-6, 7–6(2), 7-5 |                  | 6-4, 6-3         | 2–1    | 5–3     | 43–42    | 2          |
| 8 | Richard Gasquet       | 6(5)–7, 6-4, 3-6 | 7–6(4), 3–6, 5–7 | 4-6, 3-6         |                  | 0–3    | 2–6     | 37-48    | 4          |

La classifica viene stilata in base ai seguenti criteri: 1) Numero di vittorie; 2) Numero di partite giocate; 3) Scontri diretti (in caso di due giocatori pari merito); 4) Percentuale di set vinti o di games vinti (in caso di tre giocatori pari merito); 5) Decisione della commissione.